# Morgado dos Barahonas
Ginés de Varona e sua mulher Brites Gomes instituíram um morgadio familiar em 19 de Janeiro de 1628 chamando para seu primeiro administrador o filho António de Barona. Uma das cláusulas estabelecia que, se o primeiro morgado não tivesse descendência, então o morgadio seria dividido pelas suas duas irmãs. Sendo António presbítero, após a sua morte dividiu-se o morgadio pelas irmãs: Violante de Barona ficou com o morgadio da Quinta da Ribaldeira em Torres Vedras; e Lourenço de Figueiredo de Barona com o morgadio da Quinta do Paraíso em Alhandra. O morgadio com vínculo na Quinta da Ribaldeira que perdurou até à extinção dos morgadios, era chamado simplesmente «Morgado dos Barahonas».

## Titulares do Morgado da Quinta da Ribaldeira (Morgado dos Barahonas) (1628-1863)
1. António de Barona (Lisboa, ca. 1608 — Alhandra, Vila Franca de Xira, 22 de Agosto de 1657), 1.º administrador dos vínculos da Quinta da Ribaldeira e da Quinta do Paraíso, instituídos por seus pais. Licenciado em Cânones. Presbítero secular. Não casou, sem descendência.
2. Violante de Barona (São Paulo, Lisboa, ca. 1607 — ?), 2.ª senhora do Morgado dos Barahonas. Recebeu de seu irmão o morgadio da Quinta da Ribaldeira. Casou com Luís Timão.
3. Diogo Timão de Barona (Lisboa, ca. 1635 — ?), 3.º senhor do Morgado dos Barahonas, filho da anterior. Não casou, sem descendência.
4. Luís da Cunha Ataíde e Barona (Cardosas, Arruda dos Vinhos, bp. 11 de Agosto de 1674 — São Sebastião da Pedreira, Lisboa, 7 de Abril de 1757), 4.º senhor do Morgado dos Barahonas, sobrinho do administrador anterior. Casou com Maria Madalena Cabral de Avelar de Mesquita.
5. Nuno da Cunha de Ataíde de Barahona (São Paulo, Lisboa, 23 de Outubro de 1719 — São José de Macapá, Grão-Pará, 25 de Maio de 1769), 5.º senhor do Morgado dos Barahonas, filho do administrador anterior. Coronel do Regimento de Infantaria do Grão-Pará, capitão-tenente da Armada Real. Governador da Capitania de São José do Rio Negro de 8 de Setembro de 1761 a 24 de Dezembro do mesmo ano. Cavaleiro da Ordem de Cristo. Não casou, sem descendência.
6. Francisco de Paula da Cunha Maldonado de Ataíde Barahona (São Sebastião da Pedreira, Lisboa, 2 de Abril de 1756 — Benfica, Lisboa, 9 de Abril de 1794), 6.º senhor do Morgado dos Barahonas, sobrinho do anterior administrador (filho do seu irmão Pedro Nolasco). Fidalgo de Cota de Armas, por carta de brasão de 16 de Julho de 1774[3]. Capitão-tenente da Armada Real. Casou primeiramente com Luciana Joaquina Inácia da Costa e depois com Domingas Angélica da Cunha.
7. Marçal Pedro da Cunha Maldonado de Ataíde Barahona (São Julião, Lisboa, 30 de Junho de 1775 — Santa Isabel, Lisboa, 11 de Junho de 1837), 7.º senhor do Morgado dos Barahonas, filho do administrador anterior. Capitão-de-mar-e-guerra da Armada Real e comandante das fragatas "Amazona" e "Pérola". Cavaleiro da Ordem da Torre e Espada e da Ordem de Avis. Cruz de distinção da Real Marinha de Espanha. Casou com Maria Madalena de Lima e Fonseca Gutiérrez Casasola y Navarrete.
8. Francisco de Paula da Cunha Maldonado Athayde Barahona (Santa Isabel, Lisboa, 19 de Janeiro de 1799 — Santa Isabel, Lisboa, 23 de Outubro de 1860), 8.º senhor do Morgado dos Barahonas, filho do administrador anterior. Segundo-tenente da Armada Real e capitão de fragata. Casou com uma prima-direita sua, Maria Henriqueta da Cunha Barahona e Campos.
9. Maria Luciana da Cunha Maldonado Ataíde Barahona (Santa Isabel, Lisboa, 29 de Março de 1826 —Santa Isabel, Lisboa, 13 de Dezembro de 1897), 9.ª e última[4] senhora do Morgado dos Barahonas. Não casou.

Após a extinção dos morgadios em 1863 e não tendo descendência, a última morgada doou os seus bens à sua prima em segundo grau Maria Amélia da Silva Barahona e Costa, que era a irmã mais velha do que teria sido o imediato sucessor do morgadio — João Roberto da Silva Barahona e Costa.

## Titulares do Morgado da Quinta do Paraíso (1628-1776)
1. António de Barona (Lisboa, ca. 1608 — Alhandra, Vila Franca de Xira, 22 de Agosto de 1657), 1.º administrador dos vínculos da Quinta da Ribaldeira e da Quinta do Paraíso, instituídos por seus pais. Licenciado em Cânones. Presbítero secular. Não casou, sem descendência.
2. Lourenço de Figueiredo de Barona (ca. 1626 — Encarnação, Lisboa, 26 de Junho de 1658), 2.º senhor do Morgado da Quinta do Paraíso. Recebeu de seu tio-direito o morgadio da Quinta do Paraíso. Casou com Margarida Salema.
3. Diogo Figueiredo de Barona, 3.º senhor do Morgado da Quinta do Paraíso, sucedeu a seu irmão em virtude da menoridade do sucessor do irmão.

A sucessão deste morgadio continua até que, em 2 de Março de 1776, Francisca Damiana Manrique de Lara Baraona — que tinha herdado a administração deste morgado pela morte da sua irmã Felícia Barona de Andrade —, apresenta uma petição ao Rei D. José para que o morgadio fosse extinto por o rendimento do vínculo não chegar para os encargos. E, apesar de contestação pelo 5.º senhor do Morgado dos Barahonas, Francisco de Paula da Cunha Maldonado de Ataíde Barahona, que, pelas cláusulas morgadias, se tornaria o sucessor deste morgadio, o Rei aboliu este vínculo, extinguindo-se, assim, metade dos vínculos instituídos no morgadio por Ginés de Varona e Brites Gomes.